# Lagunas del Trampal
Las lagunas del Trampal son una serie de lagunillas de origen glaciar, situadas en la vertiente este de la Cuerda del Calvitero, en la sierra de Béjar (macizo occidental de la Sierra de Gredos). En la Provincia de Ávila, comunidad autónoma de Castilla y León, España.

## Contexto geográfico
La situada a menor altura es la mayor, estando recrecida artificialmente. Su aislada situación, al pie del Canchal de la Ceja las ha preservado de los excesos de otras zonas de Gredos, manteniendo su belleza original entre pastos de altura.